# ウンベルティデ
ウンベルティデ（伊: Umbertide）は、イタリア共和国ウンブリア州ペルージャ県にある、人口約16,000人の基礎自治体（コムーネ）。

## 地理

### 位置・広がり

#### 隣接コムーネ
隣接するコムーネは以下の通り。括弧内のARはアレッツォ県所属を示す。
- チッタ・ディ・カステッロ
- コルトーナ (AR)
- グッビオ
- リシャーノ・ニッコーネ
- マジョーネ
- モントーネ
- パッシニャーノ・スル・トラジメーノ
- ペルージャ
- ピエトラルンガ

### 気候分類・地震分類
ウンベルティデにおけるイタリアの気候分類 (it) および度日は、zona E, 2192 GGである。
また、イタリアの地震リスク階級 (it) では、zona 2 (sismicità media) に分類される。

## 行政

### 分離集落
ウンベルティデには、以下の分離集落（フラツィオーネ）がある。
- Badia di Montecorona, Bastia Creti, Borgo Baraglia, Calzolaro, Campaola, Castelvecchio, Cioccolanti, Comunaglia, Galera, La Dogana, Leoncini, La Mita, Molino Vitelli, Monte Acuto, Montecastelli, Monestevole, Niccone, Nestore, Pian D'Assino, Polgeto, Pierantonio, Preggio, Racchiusole, Romeggio, Ranchi, San Silvestro delle Arcelle, Spedalicchio, Verna